# 福島市立立子山中学校
福島市立立子山中学校（ふくしましりつ たつごやま ちゅうがっこう）は、福島県福島市にあった公立中学校である。

## 概要
福島市南東部の立子山地区を通学区域とする。2021年度末で閉校して福島市立渡利中学校に統合された。校章は三方に開いたヨモギの葉を象っており、それぞれ高い知性と知性の錬磨、豊かな特性の涵養、強い心身と心身の鍛錬を表しているほか、当地区と松川地区の間にある阿武隈川の蓬莱峡にも因んでいる。

## 沿革
- 1947年
  - 4月 - 学校教育法が施行され伊達郡立子山村立立子山中学校として創立する。
- 1955年
  - 7月 - 立子山村が福島市に編入されたことにより福島市立立子山中学校となる。
- 1986年
  - 2月10日 - RC造二階建（建築面積1726平米）の校舎と、屋内運動場が竣工する。
  - 7月16日 - 水泳プール（25m×12m 6コース）が竣工する
- 2021年
  - 3月31日 - 児童数減少により休校となる。
- 2022年
  - 3月31日 - 福島市立渡利中学校に統合され閉校。

## 教育方針
教育目標
- 自学する人間
- 奉仕する人間
- 健康な人間

## 学校行事
| - 4月 - 5月 - 6月 | - 7月 - 8月 - 9月 | - 10月 - 11月 - 12月 | - 1月 - 2月 - 3月 |

## 当時の通学区域[2]
- 立子山

## 当時の進学前小学校[3]
- 福島市立立子山小学校

## 学区内の主な施設
- 福島市役所立子山支所
- 社会教育館立子山自然の家
- 国道114号

## 交通
- JR福島駅よりJRバス東北福浪線乗車、一円寺前停留所下車、徒歩約20分[4]。